# Andrea Gail
La Andrea Gail è stata un peschereccio privato naufragato durante la tempesta perfetta del 1991. Il peschereccio, col suo equipaggio di sei uomini stava tornando da una battuta di pesca nell'Oceano Atlantico al largo di Gloucester, Massachusetts, quando si è imbattuto nella tempesta.
Alle ore 18:00 del 28 ottobre 1991, il Comandante Linda Greenlaw del peschereccio Hannah Boden (di proprietà della stessa compagnia), segnalò le coordinate del peschereccio Andrea Gail nella posizione 44°00' N, 56°40' W a circa 162 miglia ad est di Sable Island.
"È il giorno di Halloween del 1991. L’Andrea Gail intanto era in mare da diversi giorni. Un periodo di magra aveva lasciato il posto ad un’ottima pesca e il 27 ottobre il capitano Frank Billy Tine Jr. aveva iniziato a fare rotta verso casa con il suo equipaggio composto da Michael Moran, Dale Murphy, Alfred Pierre, Robert Shatford e David Sullivan. Nell’oceano Atlantico è il periodo in cui si può incorrere tempeste chiamate “Nor’easters” (nordorientali) che nella storia hanno seminato il panico tra chi le ha incontrate.Quella del 1991, però, è considerata da molti una delle peggiori. Un fronte freddo proveniente dalla costa orientale degli Stati Uniti creò un’ondata di bassa pressione, che incontrò una cresta ad alta pressione dal Canada nell’Atlantico. L’incontro dei due fronti originò una massa vorticosa di vento mentre l’aria si muoveva tra zone di alta e bassa pressione. Un altro elemento insolito rese questa tempesta così terribile. I “postumi” dell’uragano Grace, di breve durata, erano ancora nella zona. L’aria calda lasciata dall’uragano venne risucchiata nel ciclone, creando quella che venne chiamata “La Tempesta Perfetta”, a causa della rara combinazione di circostanze che rese la tempesta incredibilmente potente con venti fino oltre i 185 kilometri orari e onde di oltre 10 metri.Il capitano di un peschereccio del Maine, Linda Greenlaw, è stata l’ultima persona a parlare con l’Andrea Gail. Il 30 ottobre l’Andrea Gail è dispersa. La Guardia Costiera iniziò una massiccia ricerca dell’equipaggio dell’Andrea Gail il 31 ottobre. Solo alcuni resti del peschereccio furono ritrovati il 5 novembre sulle coste di Sable Island, una piccola isola canadese a 300 kilometri da Halifax. Dell’equipaggio non fu mai ritrovato nessuno."
La storia del peschereccio Andrea Gail e del suo equipaggio è stata fonte d'inspirazione per il romanzo The Perfect Storm di Sebastian Junger e del relativo adattamento cinematografico del 2000 interpretato da George Clooney, La tempesta perfetta.

## Equipaggio
- Frank William "Billy" Tyne Jr. (Comandante (nautica)), 37 anni
- Michael "Bugsy" Moran, 36 anni
- Dale R. "Murph" Murphy, 30 anni
- Alfred Pierre, 32 anni
- Robert F. "Bobby" Shatford, 30 anni
- David "Sully" Sullivan, 28 anni